# Розанов, Анатолий Владимирович
Анатолий Владимирович Розанов (род. 28 ноября 1954, Майкоп, Адыгейская АО, Краснодарский край, РСФСР, СССР) — советский, украинский и российский композитор, музыкальный продюсер и музыкант, продюсер и автор музыки группы «Фристайл». Член Российского авторского общества.

## Биография
Родился в 1954 году в Майкопе. Анатолий Розанов приходится внучатым племянником знаменитой российской художнице Ольге Розановой. Вскоре семья переехала в Пятигорск, где Анатолий жил до 16 лет.
Потом, поскольку его дед по матери Ф. Е. Полищук был во время Великой Отечественной войны командиром партизанского отряда и похоронен в Полтаве возле Вечного огня, семье предоставили квартиру в Полтаве.
Ещё во время учёбы в школе Анатолий активно интересовался эстрадной музыкой, полюбил творчество группы «Beatles», играл в школьном ансамбле на бас-гитаре. По окончании школы играл в различных полтавских ВИА. В октябре 1975 году создал при ДК профсоюзов ВИА «Интервал», которым руководил вплоть до весны 1978 году. В репертуаре ансамбля были популярные песни советских композиторов, в том числе военно-патриотической направленности. ВИА принимал активное участие в концертных программах ДК, выступал на танцевальных вечерах. С первых концертов зрители отмечали мелодичное, «битловское» звучание ансамбля, что, впрочем, и не удивительно, так как все музыканты коллектива любили The Beatles и старались быть на них похожими.
В 1979 году Анатолий Розанов создаёт при ДК полтавского завода «Знамя» женский вокально-инструментальный ансамбль «Олимпия», а в 1980-м — ещё одну группу, мужской ВИА «Постскриптум». Завод «Знамя» выпускал продукцию оборонного значения, был на хорошем счету в своём министерстве, а его руководство не жалело средств на художественную самодеятельность. Через эти коллективы прошли многие полтавские музыканты. И оставаться бы им самодеятельными на долгие годы, если бы в 1987 году не распался известный тогда ВИА «Фестиваль» — коллектив, записавший для многих художественных фильмов музыку композитора Максима Дунаевского. Обеим половинкам «Фестиваля» понадобились новые участники, и бывшие «фестивалевцы» во главе с их музыкальным руководителем Олегом Шеременко обратились к Анатолию Розанову, который некоторое время работал с ВИА «Фестиваль» как второй звукорежиссёр. В итоге участники «половинки» «Фестиваля» объединились с музыкантами Анатолия Розанова и под именем «Олимп» устроились на работу в Красноярскую государственную филармонию. Но совместная работа не заладилась, «розановская» часть «Олимпа», приняв название «Профиль», переехала в соседний Барнаул, где дала серию концертов с уже известным тогда артистом-пародистом Михаилом Евдокимовым.
Из-за творческих разногласий с руководством Алтайской филармонии, дальнейшая перспектива группы стала туманной, но коллектив под руководством Анатолия Розанова пригласил на работу директор Михаила Муромова, бывший руководитель ВИА «Орфей» Рафаэль Мазитов. Группа Анатолия Розанова, приняв название «Высший пилотаж», сопровождала выступления Михаила Муромова, исполняя при этом и несколько песен, написанных Анатолием Розановым на стихи участников группы Сергея Кузнецова и Вячеслава Черныша (одна из этих песен, «Будь за меня спокоен», попала в репертуар Сергея Беликова. Посмотрев на реакцию публики на выступления Муромова и проанализировав его репертуар, Анатолий Розанов попробовал несколько изменить музыкальный стиль собственного творчества. Появившиеся в результате песни были тепло встречены зрителями и прохладно — самим Муромовым. В итоге, музыканты во главе с Анатолием Розановым приняли решение создать собственный музыкальный проект. Так в ночь с 7 на 8 ноября появилась на свет группа «Фристайл».
Анатолий Розанов является бессменным руководителем группы «Фристайл», практически единственным автором музыки всех песен группы. Им создано более 140 песен для «Фристайла», в том числе знаменитые «Больно мне, больно» и «Ах, какая женщина!» (обе — на стихи Татьяны Назаровой). В 1996 году за песню «Ах, какая женщина!» Анатолий Розанов был удостоен Диплома музыкального телефестиваля «Песня-96».
Помимо группы «Фристайл», Анатолий Розанов пишет песни и для других исполнителей. Так, почти полтора десятка песен написано им для Светланы Лазаревой (в том числе, «Тельняшка» и «Лавочка»), несколько песен вошло в репертуар Феликса Царикати («Ох уж, эти ножки», «Женщина в голубом»), Ольги Прядиной («Белые аисты»). В рамках проекта «Фристайл Плюс — Хиты и Звёзды» многие молодые артисты создали свои кавер-версии известных песен «Фристайла».
16 февраля 2012 г. Анатолий Розанов торжественно открыл в Полтаве собственную музыкальную студию, здание для которой строилось по специально разработанному фирмой ACOUSTIC проекту. Сочетание акустических характеристик помещений студии с комплектом высококлассного оборудования признанных мировых брендов — по признанию многих звукорежиссёров, совершенно новый уровень звукозаписывающей индустрии для Украины.
22 марта 2013 года Анатолий Розанов был награждён специальной наградой — звездой «Патриот Украины»
В 2014-м году Анатолий Розанов создал группу «Дети Фристайла», в которую вошли дети его коллег по самодеятельности братья Анатолий и Денис Супруненко, родной сын А.Розанова и Нины Кирсо Максим Розанов, племянник бывшего аранжировщика «Фристайла» Владимир Галаган, а также их давний товарищ Игорь Лаврик. Идея этого проекта и его название была подсказана А.Розанову и Нине Кирсо их хорошим знакомым Андреем Данилко (известным как Верка Сердючка).

### Семья
Четырежды женат, с последней женой венчался в 1994 году.
Жена — Нина Владиславовна Кирсо (1963-2020).
Сыновья — Юрий, Владимир, Максим. Дочь — Юлия.

## Песни
Все песни занесены в Реестр Российского Авторского общества
Песни, написанные для Светланы Лазаревой
- Тельняшка (А.Розанов — Т.Назарова)
- Мой чужой (А.Розанов — С.Осиашвили)
- Люби меня (А.Розанов — С.Осиашвили)
- Проводила я мальчика в армию (А.Розанов — С.Осиашвили)
- Лавочка (А.Розанов — Т.Назарова)
- Мама («Там далёко-далеко…») (Т.Назарова, А.Розанов — Т.Назарова)
- Блюдечки-тарелочки (А.Розанов — Т.Назарова)
- Измена (А.Розанов — Т.Назарова)
- Говорят (А.Розанов — Т.Назарова)
- Кинотеатр (Это было в кино) (А.Розанов — Т.Назарова)
- Шура-рыболов (А.Розанов — Т.Назарова)
- Обниму и поцелую (А.Розанов — Т.Назарова)
- Не молчи (А.Розанов — Т.Назарова)

Песни, написанные для Феликса Царикати
- Женщина в голубом (А.Розанов — Т.Назарова)
- Ох уж, эти ножки! (А.Розанов — Т.Назарова)
- Люба (А.Розанов — Т.Назарова)
- Лети, душа (А.Розанов — Т.Назарова)

Песни, написанные для группы «Фристайл»
- Прощай навеки, последняя любовь (А.Розанов — С.Кузнецов)
- Принцесса (А.Розанов — С.Кузнецов)
- Сезон любви (А.Розанов — С.Кузнецов)
- Парусник белый (А.Розанов — С.Кузнецов)
- Прости-прощай (А.Розанов — С.Кузнецов)
- Мы разные (А.Розанов, С.Кузнецов — С.Кузнецов)
- Я верю (А.Розанов — С.Кузнецов)
- Не обещай (А.Розанов — С.Кузнецов)
- Устала ждать (А.Розанов — С.Кузнецов)
- Уходишь ты (А.Розанов — С.Кузнецов)
- Нет, нет, не говори «прощай»! (А.Розанов — С.Кузнецов)
- Поздно (А.Розанов — С.Кузнецов)
- Пеняй на себя (А.Розанов — С.Кузнецов)
- Сбудется — не сбудется (А.Розанов — С.Кузнецов)
- Ай-яй-яй-яй! (А.Розанов — С.Кузнецов)
- Сон (А.Розанов — С.Кузнецов)
- Ты проходишь мимо (С.Кузнецов — С.Кузнецов)
- Убежало лето (А.Розанов — И.Лебедев)
- Старые галоши (А.Розанов — Н.Олев)
- Жёлтые розы (А.Розанов — С.Кузнецов)
- Сирень (А.Розанов — С.Кузнецов)
- Я тебе не верю (А.Розанов — С.Кузнецов)
- Ты больше не звони (А.Розанов — С.Кузнецов)
- Холодный снег (А.Розанов — С.Кузнецов)
- Любимая (А.Розанов — С.Кузнецов)
- О чёрных и красных розах (А.Розанов — С.Кузнецов)
- Ночь (А.Розанов — С.Кузнецов)
- Милая, нежная (А.Розанов, А.Столбов — С.Кузнецов)
- Мне невозможно тебя потерять (А.Розанов — С.Кузнецов)
- Догорает свеча (А.Розанов — С.Кузнецов)
- Как птичья стая (А.Розанов — С.Кузнецов)
- Завтра (А.Розанов — С.Кузнецов)
- Не забудь (А.Розанов — С.Кузнецов)
- Белая акация (А.Розанов — С.Кузнецов)
- Моя первая любовь (А.Розанов — С.Кузнецов, В.Годзь)
- Рыжая девчонка (А.Розанов — С.Кузнецов)
- Я всё ещё люблю тебя (А.Розанов — С.Кузнецов, В.Годзь)
- Напиши (А.Розанов — С.Кузнецов)
- Метелица (А.Розанов, А.Столбов — С.Кузнецов)
- Бог тебя накажет (А.Розанов — Т.Назарова)
- Прости меня, малыш (А.Розанов — Т.Назарова, С.Кузнецов)
- Больно мне, больно! (А.Розанов — Т.Назарова)
- Вишнёвый сад (А.Розанов — С.Кузнецов)
- Тёплый летний дождь (А.Розанов — С.Кузнецов)
- Всё как у всех (А.Розанов — Т.Назарова)
- Ты не пой, соловей (А.Розанов — Т.Назарова)
- Обидно мне до слёз (А.Розанов — С.Кузнецов)
- Милый незнакомец (А.Розанов — Т.Назарова, Н.Кирсо)
- Грош цена тебе (А.Розанов — Т.Назарова)
- День рождения (А.Розанов, А.Столбов — Т.Назарова)
- Падает снег (А.Розанов — Т.Назарова)
- Последняя ночь (А.Розанов — С.Кузнецов, Н.Кирсо)
- Мальчишка из детства (А.Розанов — С.Кузнецов)
- Злая доля (А.Розанов — Т.Назарова)
- Соседка (А.Розанов — Т.Назарова)
- Девочка-девчоночка (А.Розанов — С.Кузнецов)
- Будь счастлив, дорогой (А.Розанов — Т.Назарова)
- Крутой (А.Розанов — Т.Назарова)
- Поздно, рыдай-не рыдай (А.Розанов — Т.Назарова)
- Буду я тебя любить (А.Розанов — Т.Назарова)
- Мама, мама (А.Розанов — Т.Назарова)
- Черёмуха (А.Розанов — Т.Назарова)
- Среди зимы (А.Розанов — Т.Назарова)
- Цветёт калина (А.Розанов — Т.Назарова)
- Мой милый мальчик (А.Розанов — В.Кощий)
- Кони, кони (А.Розанов — Т.Назарова)
- На качелях (А.Розанов — С.Кузнецов)
- Я не могу без тебя (А.Розанов — Т.Назарова)
- Ну когда ж ты влюбишься! (А.Розанов — С.Кузнецов)
- Я больше не твоя девчонка (А.Розанов — С.Кузнецов)
- Чёрные глаза (А.Розанов — С.Кузнецов)
- Рябинушка (А.Розанов — С.Кузнецов)
- Измученное сердце (А.Розанов — С.Кузнецов)
- Гитара, плачь! (А.Розанов — Т.Назарова)
- Бессонница (А.Розанов — С.Кузнецов)
- Белые ромашки (А.Розанов — С.Кузнецов)
- Ты меня не любишь (А.Розанов — С.Кузнецов)
- Ах, какая женщина! (А.Розанов — Т.Назарова)
- Три сосны (А.Розанов — Т.Назарова)
- Букет бумажных роз (А.Розанов — С.Кузнецов)
- Целуй меня горячей (А.Розанов — С.Кузнецов)
- До свадьбы заживёт (А.Розанов — С.Кузнецов)
- Пять тюльпанов (А.Розанов — С.Кузнецов)
- Ещё вчера (А.Розанов — С.Кузнецов)
- Не говори мне «прощай» (А.Розанов — С.Кузнецов)
- Наша первая любовь (А.Розанов — С.Кузнецов)
- Марина (А.Розанов — С.Кузнецов)
- Зачем, зачем (А.Розанов — С.Кузнецов)
- Первый снег (А.Розанов — С.Кузнецов)
- Белая берёза (А.Розанов — С.Кузнецов)
- Фонари (А.Розанов — Т.Назарова)
- Старый клён (А.Розанов — С.Кузнецов)
- Кораблик любви (А.Розанов — Т.Назарова)
- Белая орхидея (А.Розанов — Т.Назарова)
- С днём рожденья, мама! (А.Розанов — Т.Назарова)
- Улетай, самолёт (А.Розанов — Т.Назарова)
- Белая сирень (А.Розанов — С.Кузнецов)
- Черёмуховый дым (А.Розанов — С.Кузнецов)
- Говорила мама мне (А.Розанов — Т.Назарова)
- Подруга-ночь (А.Розанов — Т.Назарова)
- Головокружение любви (А.Розанов — Т.Назарова)
- В краю прозрачных роз (А.Розанов — Т.Назарова)
- Орёл и решка (А.Розанов — С.Кузнецов)
- Берег отчаянья (А.Розанов — Т.Назарова)
- Ламбада-бамбина (А.Розанов — С.Кузнецов)
- Звёздный дождь (А.Розанов — С.Кузнецов)
- Он никогда не растает (А.Розанов — С.Кузнецов, А.Розанов)
- Crazy baby (А.Розанов — А.Розанов)
- Свет зари (А.Розанов — С.Кузнецов, А.Розанов)
- А на небе Луна (А.Розанов — С.Кузнецов, А.Розанов)
- Ты ни в чём не виноват (А.Розанов — С.Кузнецов)
- Скажи мне «да» (А.Розанов — С.Кузнецов)
- Теперь попробуй сам (А.Розанов — С.Кузнецов, А.Розанов)
- Дай мне быть с тобой (А.Розанов — С.Кузнецов)
- Край неземных чудес (Там, где-то там) (А.Розанов — С.Кузнецов, А.Розанов)
- Дождь стучит по крышам (А.Розанов — А.Розанов)
- Мой ангел по имени Женщина (А.Розанов — С.Кузнецов)
- Капелька (А.Розанов — С.Кузнецов)
- А я тебя любила (А.Розанов — С.Кузнецов)
- Ни при чём (А.Розанов — С.Кузнецов)
- Это всё тебе кажется (А.Розанов — С.Кузнецов)
- Вот и всё, прости (А.Розанов — С.Кузнецов)
- Давайте выпьем за мужчин! (А.Розанов — С.Кузнецов)
- Самый лучший вечер (А.Розанов — И.Блоцкий)
- Я нарисую (А.Розанов — С.Кузнецов, И.Блоцкий)
- Белая вьюга (А.Розанов — С.Кузнецов)
- Московская любовь (А.Розанов — И.Блоцкий)
- С неба на землю (А.Розанов — И.Блоцкий)
- Царівна моїх пісень (А.Розанов - С.Кузнєцов)
- Люби меня (А.Розанов - С.Кузнецов)
- Нелюбимая (А.Розанов - С.Кузнецов)
- Ты до дома провожал

(А.Розанов - И.Блоцкий, С.Кузнецов)
- Люблю тебя очень-очень (А.Розанов - С.Кузнецов)

Песни, написанные для группы «Волшебные сны»
- Со мной танцует ночь (А.Розанов — С.Кузнецов)
- Прощай, любимый (А.Розанов — С.Кузнецов)
- Сказка под названием «Любовь» (Телефонный звонок) (А.Розанов — С.Кузнецов)
- Ромашковый букет (А.Розанов — С.Кузнецов)
- Самый родной человек (А.Розанов, Д.Мохова — С.Кузнецов, Д.Мохова)

Песни, написанные для других исполнителей
- Белые аисты (А.Розанов — Т.Назарова) — Ольга Прядина
- Будь за меня спокоен (А.Розанов — В.Черныш) — Сергей Беликов